# James Young
James Young, född 13 juli 1811 i Glasgow, död 13 maj 1883 i Wemyss Bay, var en skotsk kemist som 1852 tog patent på "paraffin oil", fotogen.

## Biografi
Young var i flera år assistent hos Thomas Graham, även sedan denne blivit professor vid University College i London, samt därefter föreståndare för James Muspratts kemiska fabriker i Newton-le-Willows och vid Charles Tennants i Manchester. Omkring 1847 upptäcktes en petroleumkälla i en kolgruva i Derbyshire. Young underkastade källan en noggrann undersökning och uppfann metoder att göra dess innehåll användbart som lysolja och som smörjämne för maskiner. Men då förrådet var ringa och snart uttömt, kom han på idén att med konst frambringa olja genom destillering av stenkol och bituminösa skiffrar. Han tog patent på metoden, och stora fabriker anlades i trakten av Glasgow.
Genom Youngs framställningsmetoder reducerades priset på lysolja till en tiondel av priset på ljus. Även tillverkningen av paraffin ur skifferoljan och dess användning för ljustillverkning härrör från Young, vilken också genom att påvisa bergoljans användbarhet bidrog till den enorma utvecklingen av petroleumindustrin. Young, som på sina fabriker förtjänade stor förmögenhet, grundlade vid universitetet i Glasgow en professur i ekonomisk kemi. 
Young var nära vän till David Livingstone (vilken brukade benämna honom "Sir Paraffin"), och då man trodde, att denne var försvunnen, sände Young på egen bekostnad en expedition till Afrika för att uppsöka honom.